# デロ (ダンジョンズ&ドラゴンズ)
デロ (Derro) は、テーブルトークRPG『ダンジョンズ&ドラゴンズ』(D&D)に登場する架空のモンスター種族（monstrous humanoid）で、狂気に侵された残忍なドワーフである。

## 掲載の経緯
デロはアドバンスト・ダンジョンズ&ドラゴンズ (AD&D) のシナリオ、『ツォジャンスの失われた洞窟』（1882年、日本語未訳）にて初めて登場した。その後、『Monster ManualⅡ』（1983年、日本語未訳）にも掲載された。
AD&D第2版ではシナリオ＆設定集『グレイホーク・ルーインズ』（1990年、日本語未訳）、『Flames of the Falcon』（1990年、日本語未訳）、ボックス版の『フロム・ジ・アッシュズ』（1992年、日本語未訳）に登場し、第2版の『モンスタラス・マニュアル』（1993年、日本語未訳）に再掲載された。『ダンジョン』81号（2000年6月）には複数の腕や眼柄を持つ異形のデロやグリムロックとの連合について記載されている。
D&D第3版および改訂版の3.5版では『モンスターマニュアル』（2000年、2003年）に掲載されているが、特定のイラストは掲載されていない。フォーゴトン・レルムの地下世界を扱った『Underdark』（2003年、日本語版題名『アンダーダーク』）ではイラスト付きで紹介された。
D&D第4版では『モンスター・マニュアルⅢ』（2010年）に以下のデロが掲載されている。
- デロの戦士／Derro Warrier
- デロのごろつき／Derro Thug
- デロの狂信者／Derro Fanatic
- デロの人狩り／Derro Hervester
- デロの鉄甲護衛／Derro Ironguard
- デロの碩学／Derro Savant

また、デロの人体実験によって触手や目玉などを植え付けられた肉塊に改造させられた奴隷、“ウォープト・スレイブ（歪められた奴隷）／Warped Slave”も併せて紹介されている。
D&D第5版では『Out of the Abyss』（201年、日本語未訳）に通常のデロとデロの碩学が登場している。両者はモンスター集、『Mordenkainen's Tome of Foes』（2018年、日本版題名『モルデンカイネンの敵対者大全』）に再掲された。

## D&D以外のテーブルトークRPG

### パスファインダーRPG
D&D3.5版のシステムを継承するパスファインダーRPGにてデロは『ベスティアリィ』（2009年）に登場している。

### 13th Age
D&D第4版デザイナー、ロブ・ハインソーとジョナサン・トゥイートによるd20システム使用のファンタジーRPG、13th Ageでは、『13th Age RPG Core Book』（2013年、日本語未訳）にて、“デロ・マニアック (Derro Maniac)”、“デロ・セージ (Derro Sage)”が登場している。

## 肉体的な特徴
平均的なデロの身長は3フィート（約91cm）、体重は70ポンド（31kg）で、ドワーフよりも小柄である。
デロは太古の闇魔法によってひどく歪められた、ドワーフの退化した亜種のように見える。3.5版の『モンスターマニュアル』では、ある名もなき狂気の神格が人間とドワーフを掛け合わせて創り出したとある。肌の色は薄い水色、もしくは紫色で、虹彩のない白目をしている。髪は黄褐色か浅黄色、もしくは白で、ボサボサである。

## 社会
デロはD&Dの地下世界、アンダーダークの全域に小さな部族を点在している。彼らの属性は“混沌にして悪”である。
デロは誇大妄想や加虐衝動といった偏執的狂気に冒された残忍な種族であり、神経質にクスクスと笑い出したり、ブツブツと独り言をつぶやいている。だが、デロ自身は自らの種族が狂気に冒されているという自覚はない。ゲームでは彼らの狂気は“魅力”の一種とみなしている。彼らは物事を判断せず狂気に委ねるので、あるゆる意志に関するセーヴィング・スローを本来の“判断力”ではなく、狂気を表した“魅力”で判定する。また、精神を困惑させる類の呪文には耐性がある。第5版『Mordenkainen's Tome of Foes』では「デロの狂気表」なる一覧表があり、「決して入浴しないか、着替えをしない」、「神や髭をむずがっている」などの奇行が決められる。
第4版の『モンスターマニュアルⅢ』ではデロの文明が力を求めて彼方の領域への回路（ポータル）を開いたのが原因と設定されている。そのため、デロの文明は偉大な原始精霊「世界蛇」の力によって地下深くに押し籠められた。
デロは労働や彼方の領域への回路を再び開かんがための実験材料にするために頻繁に奴隷狩りを行い、死ぬまでいじめ抜く。その残忍さから彼らはドラウなどアンダーダークの文明的種族からも仇敵とされ、一切の味方はいない。逆にビホルダーやマインド・フレイヤー、アボレスといった彼方の領域からの強力な来訪者には喜んで協力、奉仕する。
デロの社会では「デロの碩学」と呼ばれる神秘主義者がいて狂信者を従え統治をしている。デロの碩学は高位の魔法使いであることが多く、彼方の領域の力を復活させるべく活動をしている。そのため、統治はもっとも強いデロが代行している。
デロは太陽光を浴びると火ぶくれ、火傷、あるいは死に至る。それにも関わらず、彼らは地上の快適さを羨んでおり、日光の下でも活動できる方法を探るべく、これまた地上から人さらいをして実験を企ている。
“彼方の領域”の設定が実装されていない第5版でのデロは、邪神ディーリンカが自分たちを創造したのだと信じているが、実際にはマインド・フレイヤーの邪悪な人体実験によって（クオトアのように）狂気に侵されたドゥエルガルたちである。彼らはマインド・フレイヤーの洗脳から解け、争いの末に現在は独立を勝ち取っている。第5版におけるデロの寿命は150歳ほどだが、彼らは成人に達すると無際限に子供を作り、兵士を量産して彼らが称する所の「統一戦争」と呼んでいる侵略を行う。
デロは戦闘では独自の武器を用いる。接近戦では鉤がついた槍を用い、射撃戦では連弩で攻撃する。この連弩は6本の矢を装填することができる。

## 信仰
3.5版の『モンスターマニュアル』では、デロは魔術と残虐性を司る混沌の神ディーリンカを信仰している。
第4版になり、彼方の領域への影響が設定として追加されると、彼方の領域に潜む恐怖的存在に傾倒している。

## D&D世界でのデロ

### フォーゴトン・レルムでのデロ
フォーゴトン・レルムでのデロはマインド・フレイヤーの支配によって歪められたドワーフのDelzoun族とされている。

### グレイホークでのデロ
グレイホークでのデロは、スエル帝国の支配によって歪められたドワーフと人間の奴隷から生まれたとされている。

## 元ネタ
1943年からSF専門誌『アメージング・ストーリーズ』にてリチャード・S・シェイヴァーが投稿したシェイヴァー・ミステリーと呼ばれる怪奇説話に、有史以前に高度な文明を持ちながらも太陽光を避け地下洞窟に潜った邪悪かつ残忍な種族「デロ（Dero）」が登場する。シェイヴァーはヨーロッパのデロが何世紀も地上に向けて怪電波を飛ばしており、ナチスがデロの落ち延びた奈落を守護していると主張した。